# Безмасна исхрана
Безмасна исхрана или безмасна дијета је начин исхране заснован на избору врста хране које су саме по себи сиромашне мастима.

## Опште информације
Масти су неопходан нутријент током целог живота. Осим што побољшавају укус хране, оне су концентровани извор и резервоар енергије, градивне јединице свих ткива и мембрана, растварач и преносилац липосолубилних витамина, извор есенцијалних масних киселина и њихових дуголанчаних деривата, сигнални молекули у бројним физиолошким процесима, као и значајни регулатори генске експресије.
Иако су клиничке манифестације злоупотребе уноса масти праћене атеросклерозом, она је код деце ретко, ризични фактори који убрзавају атеросклерозни процес који настаје и у најранијем животном добу, те их је неопходно правилном исхраном превенирати. У том смислу је од највеће важности оптималан унос квалитетних масти. Иако се у првом полугодишту живота новорођенчета саветује искључиво природна исхрана. У случају да то није могуће, исхрана треба да буде заснована на адаптираној млечној формули. У даљем току живота детета, а касније и одрсале особе коришћењем квалитетних и безбедних намирница унос непожељних транс масти се у свакодневној исхрани своди на реални минимум.
Када год је могуће, у хуманој исхрани, изразито масна јела треба заменити сличним али мање масним, или уместо масти у исхрану укључити релативно велике количине хране богате сложеним угљеним хидратима и дијетним влакнима, што помаже у сузбијању глади и чини безмасну дијету лакше подношљивом.
Већи број студија, од који су неке биле специфична истраживања о губитку телесне масе, док су друге имале за циљ смањење ризика од кардиоваскуларних болести и рака дојке помоћу безмасне исхране, утврђено је да се значајан губитак телесне масе може постићи ако се особа на дијети придржава безмасне исхране, чак и без планираних рестрикција калорија.
Смањење телесне масе које се постиже безмасним дијетама обично је скромно, али довољно да пружи знатне здравствене користи. Међутим, изгледа да постоји склоност да се губљење на телесној маси безмасном дијетом успори током времена (исто се догађа и у току дијета са рестрикцијом калорија).
У једном истраживању је чак 93% испитаника одржало своје почетно смањење масти у исхрани и 94% смањење уноса калорија током две године, али истовремено су одржали само 60% смањење од свог почетног губитка телесне масе. Физиолошка адаптација на безмасну дијету, која резултује променама у осећају апетита и/или потрошњи енергије током истраживања, једно је од могућих објашњења за то.
Како је могуће да гојазни људи имају генетски предиспонирану, посебно велику склоност према масној храни, није изненађујуће да тако мало њих успе постићи потребан знатан и одржив губитак телесне масе само уз безмасну дијету. Повезаност кардиоваскуларних компликација са гојазношћу самим тим мора бити и у директној вези са мастима у исхрани гојазних људи.
Многи појединци сматрају безмасну дијету неукусном и тешко је примењују током дужег периода. Што је мањи садржај масти у дијети, то она за њих постаје неукуснија. Наиме у храни, сиромашној мастима, често недостаје укус познатих јела која би она требала заменити. Решење за то обично буду два додатна приступа која допуњују конвенционалну безмасну дијету:
Замене за маст — у које спадају угљено хидратни замењивачи на бази скробова (малтодекстрини) и модификовани скробови, као и замењивачи на бази влакана и замењивачи на бази протеина и замењивачи на бази масти.
Фармаколошке интервенције — чија је замена заснована на чињениици да одређени фармаколошки додаци у исхрани могу створити осећај какав у устима изазива веома масна храна. То омогућава развој оних врста хране које би опонашале укус пожељне масне хране. Тиме се смањује осећај ускраћености укуса масне хране, који изазива безмасна дијета.

## Значај безмасне дијете
Иако масти имају врло значајне функције у човековом организму, њихов унос се мора ограничити кад год је то могуће.
Препоруке
Препоруке за количину и врсту масти које треба свакодневно унети заснивају се на томе да:
- Дневни унос масти буде мањи од 30% од укупне енергије,
- Већина масти треба да буду мононезасићене и полинезасићене масти,
- Засићене масти треба да чине свега 10% од укупне потребне енергије, јер је претерани унос засићенеих масти повезан са повећаним ризиком од хиперхолестеролемије и придружених обољења.[11]